# Setiamulya (Tarumajaya)
Setiamulya is een bestuurslaag in het regentschap Bekasi van de provincie West-Java, Indonesië. Setiamulya telt 10.576 inwoners (volkstelling 2010).